# The Marvelous Mrs. Maisel
The Marvelous Mrs. Maisel är en amerikansk dramakomedi-TV-serie som handlar om hemmafrun Miriam "Midge" Maisel (Rachel Brosnahan) som kommer fram till att hon har en talang för ståuppkomik.